# Stefan Gossler
Stefan Gossler (* 1955 in Siegen) ist ein deutscher Synchronsprecher und Schauspieler.

## Biografie
Nach Gosslers Abitur machte er von 1977 bis 1980 eine Schauspielausbildung bei Else Bongers. Während der Ausbildung hatte er am Berliner Grips-Theater mit verschiedenen Rollen sein erstes Engagement; gleichzeitig erhielt er einige Hauptrollen am Hansa-Theater. 1983 war er Teil des kabarettistischen Programms Zukunft – Warum denn? von Volker Ludwig und Detlef Michel.
Von 2000 bis 2010 war Gossler festes Ensemblemitglied bei der Inszenierung von Jedermann von Brigitte Grothum im Berliner Dom. Seit den 1990er Jahren ist er als Sprecher und Schauspieler in unzähligen Filmen und Serien tätig gewesen.
Stefan Gossler lebt als freier Schauspieler mit seinen beiden Töchtern und seiner dänischen Frau in Berlin und Dänemark.

## Werk (Auswahl)

### Theaterrollen
- Schuldknecht bei den Berliner Jedermann Festspielen

### Fernsehrollen
- 1984: Tatort – Freiwild (Fernsehreihe)
- 1986–1991 Die Wicherts von nebenan (Serie)
- 1994–2000: Der Havelkaiser (Serie)
- 1995: Sonntags geöffnet (Serie)
- 1996: Tatort – Tod im Jaguar
- 1996–1999 Der Landarzt (Serie)
- 2001: Für alle Fälle Stefanie (Serie, eine Folge)

### Sprechrollen (Auswahl)
Jackie Chan
- 1995: Rumble in the Bronx als Keung
- 1995: Thunderbolt als Alfred Tung/Jackie
- 1996: First Strike – Jackie Chans Erstschlag als Insp. Chan Ka Kui/Insp. Kevin Chan
- 1997: Jackie Chan ist Nobody als Jackie Chan/Wer bin ich?
- 1997: Mr. Nice Guy als Jackie
- 1998: Rush Hour als Chief Inspector Lee
- 1999: Gen-X Cops als Armer Fischer
- 1999: Under Control als C.N. Chan
- 2000: Shang-High Noon als Chon Wang
- 2001: Rush Hour 2 als Chief Inspector Lee
- 2001: Spion wider Willen als Jackie Chan
- 2003: Das Medaillon als Eddie Yang
- 2003: Shanghai Knights als Chon Wang
- 2004: Blade of the Rose – Die Chroniken von Huadu als Lord of Armour
- 2004: Enter the Phoenix als Client of Julie
- 2004: In 80 Tagen um die Welt als Passepartout/Lau Xing
- 2004: New Police Story als Senior Inspektor Chan Kwok–Wing
- 2005: Der Mythos als General Meng Yi/Dr. Jack Chan
- 2006: Rob-B-Hood als Ren Si To
- 2007: Rush Hour 3 als Chief Inspector Lee
- 2008: The Forbidden Kingdom als Lu Yan/Old Hop
- 2008: Kung Fu Panda als Monkey
- 2009: Stadt der Gewalt als Tietou/Steelhead
- 2010: Karate Kid als Mr. Han
- 2010: Little Big Soldier als Big Soldier
- 2010: Spy Daddy als Bob Ho
- 2011: Kung Fu Panda 2 als Monkey
- 2011: 1911 Revolution als Huang Xing
- 2011: Shaolin als Wudao der Shaolin-Koch
- 2012: Armour of God – Chinese Zodiac als Asian Hawk
- 2013: Police Story – Back for Law als Zhong Wen
- 2015: Dragon Blade als Huo An
- 2016: Kung Fu Panda 3 als Monkey
- 2016: Skiptrace als Bennie Chan
- 2017: The Foreigner als Quan Ngoc Minh
- 2017: Kung fu Yoga – Der goldene Arm der Götter als Jack
- 2017: The LEGO Ninjago Movie als Meister Wu
- 2023: Teenage Mutant Ninja Turtles: Mutant Mayhem als Splinter

Tim Allen
- 2006: Santa Clause 3 – Eine frostige Bescherung als Scott Calvin/Santa Clause
- 2006: Shaggy Dog – Hör mal, wer da bellt als Dave Douglas
- 2009: Mein Vater, seine Frauen und ich als Henry Lefay
- 2012: Crazy on the Outside als Tommy Zelda
- 2017–2021: Last Man Standing als Mike Baxter

Danny Jacobs
- 2008–2013: Die Pinguine aus Madagascar (Fernsehserie) als King Julien
- 2009: Fröhliches Madagascar als King Julien
- 2013: Verrücktes Madagascar als King Julien
- 2014: Die Pinguine aus Madagascar (Film) als King Julien
- 2014–2017: King Julien als King Julien

Michael Keaton
- 1989: Das Traum-Team als Billy Caufield
- 1990: Fremde Schatten als Carter Hayes
- 1993: Mein Leben für dich als Bob Jones

Craig Ferguson
- 1999: Der große Mackenzie als Crawford Mackenzie
- 2000: Chain of Fools als Melander Stevens
- 2000: Grasgeflüster als Matthew Stewart

Norio Wakamoto
- 2001–2002: Dragonball Z als Cell
- 2016–2017: Dragonball Z Kai als Cell
- 2022: Dragon Ball Super: Super Hero als Cell Max

Sacha Baron Cohen
- 2005: Madagascar als King Julien
- 2008: Madagascar 2 als King Julien
- 2012: Madagascar 3: Flucht durch Europa als King Julien

John F. Kennedy
- 1995: Nixon als Präsident John F. Kennedy
- 1996: Das Attentat als Präsident John F. Kennedy

Charles Shaughnessy
- 1999: Familienschicksal – Eine Frau ist verzweifelt als Andrew
- 2000: Spin und Marty: Unter Verdacht als Jordan, Martys Butler

Rick Moranis
- 2003: Bärenbrüder als Benny
- 2006: Rick Moranis in Bärenbrüder 2 als Benny

Jared Harris
- 2007: Sally Lockhart – Der Schatten im Norden als Axel Bellmann
- 2008: From Within als Bernard

Alan Tudyk
- 2010: Tucker & Dale vs Evil als Tucker
- 2012: Ralph reichts als King Candy/Turbo

#### Filme
- 1997: Shawn Alex Thompson in Hilfe, ich habe eine Familie! als Dave Herbert
- 1998: Mark Williams in Shakespeare in Love als Wabash
- 1999: David Alan Grier in Freeway II – Highway to Hell als Mr. Butz
- 1999: Tim McInnerny in Notting Hill als Max
- 2000: Kenneth Branagh in Der Weg nach El Dorado als Miguel
- 2001: Lionel Abelanski in Belphégor als Simonnet
- 2003: Jon Gries in The Big Empty als Elron
- 2005: Jeff Fahey in Heuschrecken – Die achte Plage als Russ
- 2005: Thierry Hancisse in Gabrielle – Liebe meines Lebens als Chefredakteur
- 2005: John Carroll Lynch in Mozart und der Wal als Gregory
- 2005: Lambert Wilson in Sahara – Abenteuer in der Wüste als Yves Massarde
- 2007: Brad Dourif in Halloween als Sheriff Leigh Brackett
- 2007: Stephen Rea in Until Death als Gabriel Callaghan
- 2008: Patrick Bosso in Willkommen bei den Sch’tis als Autobahn-Polizist
- 2008: Christopher Meloni in Das Lächeln der Sterne als Jack Willis
- 2009: John Michael Higgins in Die nackte Wahrheit als Larry
- 2009: Tony Danza in Joey – Ein Boxerleben als Chickie
- 2013: Ole Jørgen Hammeken in Inuk als Ikuma
- 2013: Kim Kold in Fast & Furious 6 als Klaus
- 2014: Kevin Nealon in Urlaubsreif als Eddy
- 2014: Patrick Bristow in Transformers: Ära des Untergangs als Enkel vom Kino-Besitzer
- 2015: Gordon Ramsay in Vacation – Wir sind die Griswolds als Gordon Ramsay
- 2018: Stephen Rea in Black 47 als Conneely
- 2019: Song Kang-ho in Parasite als Kim Ki-taek
- 2023: Nasser Memariza in Indiana Jones und das Rad des Schicksals als Archimedes
- 2023: Adam Sandler in Leo als Leo

#### Serien
- 1996–1999: Judd Nelson in Susan als Jack Richmond
- 2002–2003: John Ritter in Meine wilden Töchter als Paul Hennessy
- 2002–2006: Treat Williams in Everwood als Dr. Andy Brown
- 2002–2007: Rob Paulsen in Kim Possible als Francois
- 2004: Tomohiro Nishimura in Digimon Frontier als Grumblemon/Gigasmon
- 2005–2011, 2013: Steve Carell in Das Büro als Michael Scott
- 2007–2008: Peter Capaldi in Skins als Mark Jenkins
- 2009: Ian McShane in SpongeBob Schwammkopf als Günther (Wikinger)
- 2009–2015: Iqbal Theba in Glee als Direktor Figgins
- 2010–2014: Paul Sparks in Boardwalk Empire als Mickey Doyle
- 2012–2013: Mackenzie Gray in Ninjago als Fangtom
- 2011–2017: Linden Ashby in Teen Wolf als Sheriff Noah Stilinski
- 2011–2015: James Sie in Kung Fu Panda – Legenden mit Fell und Fu als Monkey
- 2014–2015: Duncan Bravo in Henry Danger als Mr. Gooch
- 2014–2016: Michael-Leon Wooley in Die Brot-Piloten als Mr. Pumpers
- 2015–2018: Paul Sparks in House of Cards als Tom Yates
- 2016–2018: Peter Stormare in Swedish Dicks als Ingmar Andersson
- 2018–2020: JP Karliak in The Boss Baby: Wieder im Geschäft als Boss Baby (1. Stimme)
- 2018: Fumihiko Tachiki in Detektiv Conan als Vodka
- 2019: Jim Howick in Sex Education als Colin Hendricks
- 2020: Stephen Rea in Ich schweige für dich als Martin Killane
- 2021: Alphie Hyorth in The Falcon and the Winter Soldier als Senator
- 2023: Walter Koenig in Star Trek: Picard als Anton Chekov

### Computerspiele
- 2016: Overwatch als Torbjörn
- 2018: Assassin’s Creed Odyssey als Sokrates
- 2019: Monkey King: The Hero is back als Dasheng
- 2023: Hogwarts Legacy als Gerbold Ollivander

### Hörspiele
- 2014: Hans Zimmer: Johann verschwindet – Regie: Klaus-Michael Klingsporn (Kinderhörspiel – DKultur)
- 2015: King Julien: Der König bin ich (Hörspiel zur TV-Serie), edelkids
- 2015: King Julien: Bananentyp Mike (Hörspiel zur TV-Serie), edelkids
- 2016: King Julien: Der alte König (Hörspiel zur TV-Serie), edelkids